# Michael Nier
Michael Nier (* 1943 in Dresden) ist ein deutscher Sozialwissenschaftler, Publizist und Politiker.

## Wissenschaftliche Laufbahn
Nier war ehemals Direktor des Instituts für Gesellschaftswissenschaften an der Ingenieur-Hochschule Mittweida und zeitweise auch als Hochschullehrer an der TU Dresden und an der Technischen Universität Chemnitz tätig. Vor der Wende lehrte er zuletzt als ordentlicher Professor für Marxismus-Leninismus. Inzwischen arbeitet er als Autoschlosser und freier Publizist.

## Politisches Engagement
Zeitweise engagierte sich Nier im Vorstand der Freiheitlichen Partei Deutschlands. 1996/97 war er eines der Gründungsmitglieder der parteinahen Johann-Gottlieb-Fichte-Stiftung der Partei Die Republikaner. Ab Beginn des Jahres 1998 tauchte er dann erstmals öffentlich im Umfeld der NPD auf, seit Juni 1998 gehört er dem gegründeten Arbeitskreis Wirtschaftspolitik beim Parteivorstand der NPD an. Bei der sächsischen Landtagswahl 1999 stand Nier auf Platz 2 der NPD-Liste, im Juni 1999 kandidierte er erfolglos auf Platz 5 der NPD-Liste zum Europaparlament. Im Verfassungsschutzbericht Niedersachsens aus dem Jahre 1999 wird Niers Kandidatur für die NPD als beispielhaft für die Strategie eines „deutschen Sozialismus“ genannt. In einem Porträt der Deutschen Stimme 9/99 heißt es zu seiner Kandidatur: „Als bekennender Sozialist glaubt er, daß nur noch eine nationale Wende wirkliche Veränderungen bringen kann.“
Nier hat für rechtsextreme Zeitschriften wie die Staatsbriefe, Opposition oder Nation und Europa und vor seiner extremen Rechtswende auch für die PDS-nahe Zeitung Neues Deutschland geschrieben. In Nation und Europa (5/98, S. 23–27) legte er seinen Gesinnungsfreunden die Wahl der PDS als nicht abwegige Möglichkeit dar bzw. sogar nahe: „Eines steht fest, die PDS ist derzeit der Pfahl im parlamentarischen Fleisch der Bundesrepublik Deutschland, und sie ist gegenwärtig die einzige bekannte Partei, die sich gegen die neoliberalistische Globalstrategie wendet. [...] Man kann wohl feststellen, daß die Masse der Mitglieder und Wähler der PDS national orientiert ist und sie der Meinung ist, daß das internationale Finanzkapital über die regierenden Systemparteien an der Zerstörung von Sozialstaat und Kultur in Deutschland arbeitet.“ Insbesondere ist es Nier, der in der extremen Rechten die Kombination nationalistischer Ansätze mit einem Antikapitalismus von rechts vorantreibt. Er spiegelt damit einen aktuellen Trend der NPD wider. Es seien, so Nier, „neue Interessenfronten“ entstanden. Die Herrschaft des „transnationalen Kapitals, des Ultra-Freihandels, der konsequenten kapitalistischen Umgestaltung der Gemeinwesen“ lasse nur einen Schluss zu: „Die neue politische Front wird sich zwischen den Neoliberalen und den Anti-Neoliberalen ziehen.“ (Nation und Europa 10/98, S. 11)
Nach zweieinhalb Jahren Mitgliedschaft trat Nier im Jahr 2000 frustriert aus der NPD aus, weil er zu wenig Rückendeckung für seine „sozialistischen“ Positionen sah.
Viele Parteimitglieder und der Vorstand warfen ihm vor, die NPD zum „linken Flügel des Neonazismus“ machen zu wollen.
In der Linken wurde seine Strategie (Marx-Rezeption, zum Teil positiver Bezug auf Teile linker Politik) als Mittel analysiert, die Linke in Deutschland durch eine Art umgekehrte (positiv ausgelegte) Totalitarismusdoktrin zu spalten und zu schwächen.
Nach wie vor macht sich Nier für eine Marx-Rezeption in der Rechten stark und vertritt antiamerikanische Positionen. Im Mai 2008 war Nier Referent bei der Deutschen Akademie.